# Salacia obliquanoda
Salacia obliquanoda är en nässeldjursart som först beskrevs av Nicolaas `Claas' Mulder och Trebilcock 1914.  Salacia obliquanoda ingår i släktet Salacia och familjen Sertulariidae. Inga underarter finns listade i Catalogue of Life.